# Stormlord (игра)
Stormlord — мультиплатформенная видеоигра, разработанная компанией RazorSoft.

## Сюжет
Могущественная Королева Зла заключает фей-хранительниц Измерения в заколдованные оковы, лишая их тем самым волшебной
силы. Феи обращаются к воину по имени Повелитель Грома с просьбой освободить их от заклятия и остановить Королеву Зла, установившую власть над Измерением.

## Обзор игры

Кадр из первого уровня версии для Amiga

Игра представляет собой платформер с элементами логических игр и состоит из нескольких уровней-локаций.
Задачей героя на каждом уровне является за ограниченное время (до рассвета) спасти нескольких фей (5—6) из заколдованных силовых полей. Этому препятствуют многочисленные и разнообразные противники. Также на уровнях множество препятствий (например, пропастей, огненных ловушек, дверей, к которым требуется отыскать ключи).
Враги в игре — монстры, индивидуальные для каждого уровня. Они могут атаковать персонажа с помощью магии либо просто соприкасаясь с ним. Чтобы уничтожить героя, противникам достаточно одного попадания (контакта), в то время как протагонисту для уничтожения врага нужно от одного до трёх попаданий.
Персонаж также может пользоваться магией для защиты от противников. При этом магия может быть «обычная» или «усиленная» (в зависимости от нажатия клавиши атаки). Также, чтобы попасть на труднодоступную платформу или часть уровня, герой может воспользоваться помощью другого персонажа — сокола (для этого необходимо отыскать специальную платформу с изображением черепа), либо трамплином.
На игровом интерфейсе представлены количество «жизней» героя (до 5), индикатор оставшегося времени (выполнен в виде сменяющих друг друга солнца и луны, а также песочных часов), количество игровых очков и текущий предмет. Также здесь находится индикатор, указывающий, сколько фей нужно спасти за уровень.
Версии игры для домашних компьютеров, игровых приставок и мобильных устройств отличаются друг от друга графическим оформлением уровней и персонажей, а также музыкальным сопровождением и звуковым рядом.
При этом при построении уровней и создании персонажей использованы сходные принципы. Для графического оформления уровней применяется двухмерная (тайловая) графика, прокрутка игровых экранов осуществляется посредством горизонтального скроллинга. Персонажи выполнены с использованием спрайтовой графики. Также версии сходны по стилю графического оформления, хотя в использованной цветовой гамме наблюдаются отличия.
При разработке музыкального сопровождения уровней во всех версиях использован MIDI-интерфейс, что позволяет циклически повторять трек, пока игрок проходит тот или иной уровень.

## Сиквел
В 1990 году было выпущено продолжение игры под названием Deliverance: Stormlord II.